# Sarcopte
Sarcoptes scabiei, Sarcoptes
Genre
Espèce
Synonymes
- Acarus scabiei Linnaeus, 1758 (protonyme)

Le sarcopte (Sarcoptes scabiei) est une espèce d'acariens parasites, responsable de la gale, du genre Sarcoptes, dans la famille des Sarcoptidae. C'est Pierre-André Latreille qui donna le nom de sarcopte à ce parasite, du grec sarx pour « chair » et kopto pour « couper ».

## Description
Pour un article plus général, voir Gale.
Il existe plusieurs variétés de sarcoptes plus ou moins exclusivement inféodées à une espèce animale particulière. Ainsi :
- Sarcoptes scabiei var. hominis est l'agent de la gale chez l'homme,

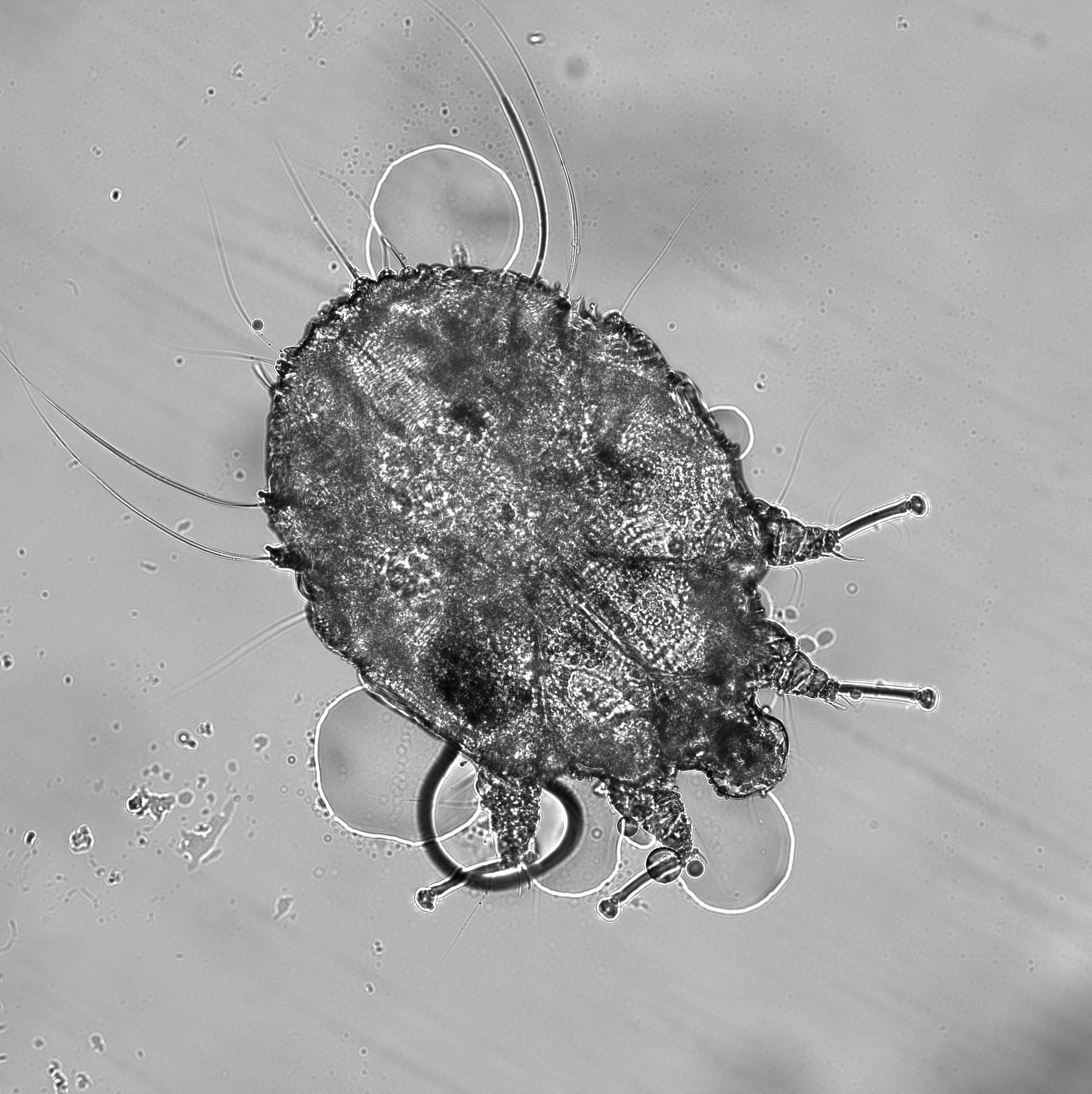
Sarcopte humain vu au microscope optique (×20).

- Sarcoptes scabiei var. canis est l'agent de la gale chez le chien,
- var. bovis chez les vaches
- var. ovis chez les moutons…

La femelle provoque la gale en creusant dans l'épiderme des galeries où elle dépose ses œufs. Ces tunnels entrainent l'apparition de petits sillons à l'extrémité papuleuse. Ce parasite se transmet à 95 % des cas par contact cutané et dans quelques rares cas par l'intermédiaire de vêtements ou de la literie.
Sarcoptes scabiei var. hominis ne peut survivre plus de 72 heures hors de la peau.

## Infestation, symptômes
L'action des acariens se déplaçant à l'intérieur de la peau et sur la peau elle-même produit une démangeaison intense qui peut ressembler à d'autres types de réaction allergique en apparence. Une réaction d'hypersensibilité retardée de type IV aux acariens, à leurs œufs ou au scybala (paquets d'excréments) se produit environ 30 jours après l'infestation. La présence des œufs produit une réponse allergique massive qui, à son tour, produit plus de démangeaisons. Les personnes qui sont déjà sensibilisées à cause d'une infestation antérieure peuvent développer des symptômes en quelques heures.
Les sarcoptes sont un genre de parasites de la peau et font partie de la plus grande famille des acariens collectivement connus sous le nom d'"acariens de la gale". Ils sont également liés à l'acarien du genre Psoroptes, également un acarien qui infeste la peau des animaux domestiques. La gale sarcoptique affecte les animaux domestiques et des infestations similaires chez les volailles domestiques, avec les Knemidokoptes, un genre d'acariens parasites de la famille des Epidermoptidae qui infectent la peau ou le follicule plumeux des oiseaux sauvages et domestiques. Les effets de S. scabiei sont les plus connus, provoquant la "gale" ou "la démangeaison". L'acarien femelle adulte, ayant été fécondé, s'enfouit dans la peau (généralement au niveau des mains ou des poignets, mais d'autres parties du corps peuvent également être affectées) et pond ses œufs.
L'enfouissement est effectué à l'aide des parties de la bouche et des surfaces de coupe spéciales sur les pattes avant. Pendant qu'ils sont utilisés, l'acarien s'ancre avec des ventouses sur ses pieds. Les œufs sont pondus en petit nombre au fur et à mesure que les acariens creusent leur terrier sous la peau, et, au fur et à mesure que ces œufs éclosent, les larves à six pattes grimpent sur la peau et recherchent les follicules pileux, où elles se nourrissent et muent (rejetant les vieilles cuticules pour permettre la croissance en taille). Dans les follicules pileux, les larves montrent les premiers stades nymphaux, avec huit pattes.
Dans les stades nymphaux, la créature se nourrit et mue, et si elle est mâle, donne naissance à l'adulte. Dans le cas des femelles, une autre mue se produit avant l'âge adulte. La femelle a plus de mues qu'un mâle, il lui faut donc plus de temps - 17 jours contre 9 à 11 jours pour un mâle - pour atteindre l'âge adulte. La femelle est environ deux fois plus grande que le mâle.
Bien que le cycle de vie ne soit que d'environ deux semaines, les patients ont rarement plus d'une douzaine d'acariens sur eux. Malgré tout, ce nombre peut provoquer des démangeaisons angoissantes, en particulier la nuit, et de graves dommages à la peau sont souvent le résultat du grattage, en particulier par l'introduction de bactéries infectieuses, qui peuvent entraîner l'impétigo ou l'eczéma.

Les œufs sont pondus par la femelle à un rythme d'environ deux à trois œufs par jour pendant environ deux mois. Les acariens prennent environ 25 minutes à une heure pour s'enfouir dans la peau.
Les meilleures conditions de transmission de S. scabiei sont par contact avec la peau avec les porteurs, le plus souvent au niveau des mains et des poignets, et ils se propagent très facilement. Les infestations de S. scabiei se trouvent couramment chez les porcs. Ils dépriment considérablement la croissance et le taux d'alimentation, mais survivent moins longtemps que sur l'homme et s'éteignent généralement en cinq jours environ dans des conditions agricoles typiques. Cependant, une fois dans un élevage, les acariens sont très difficiles à éliminer sans de grandes mesures prises.

## Morphologie
Les acariens adultes de la gale sont sphériques et sans yeux avec quatre paires de pattes (deux paires à l'avant et deux paires derrière). Ils sont reconnaissables à leurs corps ovales, ventralement aplatis et dorsalement convexes et à leurs multiples épines cuticulaires. Aucune démarcation dans le céphalothorax ou l'abdomen ne se produit, et la surface de l'acarien a des plis recouverts de poils courts. Les pattes avant se terminent par de longs processus tubulaires connus sous le nom de ventouses, et les pattes arrière se terminent par de longs poils. Le mâle a des ventouses sur toutes les pattes à l'exception de la troisième paire, qui le distingue de la femelle. Les femelles mesurent 0,3 à 0,45 mm  de long et 0,25 à 0,35 mm de large, et les mâles mesurent un peu plus de la moitié de cette taille.

## Cycle de vie
L'acarien de la gale Sarcoptes scabiei var. hominis passe par quatre étapes de son cycle de vie : œuf, larve, nymphe et adulte.
En infestant un hôte humain, la femelle adulte s'enfouit dans le stratum corneum (SC, ou couche cornée, couche cellulaire la plus externe de l'épiderme), se creusant un terrier où elle pond deux ou trois œufs par jour. Ces œufs ovales mesurent 0,1 à 0,15 mm de long et éclosent sous forme de larves en trois à dix jours. Une femelle peut pondre jusqu'à 30 œufs, puis meurt au bout de son terrier. 
Lors de l'éclosion, les larves à six pattes migrent vers la surface de la peau, puis s'enfouissent dans des poches de mue, généralement dans des follicules pileux, où des vésicules se forment (celles-ci sont plus courtes et plus petites que les terriers adultes). Après trois à quatre jours, les larves muent, se transformant en nymphes à huit pattes. Cette forme connait une deuxième mue en nymphes légèrement plus grandes, avant une dernière mue en acariens adultes. 
Les acariens adultes s'accouplent ensuite lorsque le mâle pénètre dans la poche de mue de la femelle. L'accouplement ne se produit qu'une seule fois, car il laisse la femelle stérile pour le reste de sa vie (un à deux mois). La femelle fécondée quitte ensuite la poche de mue à la recherche d'un emplacement approprié pour un terrier permanent. Une fois qu'un site est trouvé, la femelle crée son terrier caractéristique en forme de S, pondant des œufs dans le processus. La femelle continuera à allonger son terrier et à pondre des œufs pendant toute la durée de sa vie.

## Diagnostic
Le diagnostic est en principe clinique dans la forme commune : prurit à recrudescence nocturne, associé à des lésions cutanées (vésicules ou sillons) de topographie évocatrice (espaces interdigitaux des mains, poignets, pieds et jambes) et généralement symétrique, avec notion de contage,. Il est cependant souhaitable de confirmer le diagnostic par un examen parasitologique. Cette confirmation est surtout conseillée pour une forme atypique ou en l'absence de contexte épidémiologique, et au moins pour un des cas au cours d'une épidémie. Compte tenu de la sensibilité limitée de l'examen parasitologique, un résultat négatif n'élimine pas le diagnostic. Le traitement d'épreuve à visée diagnostique est à éviter.
Le diagnostic différentiel se pose avec les autres dermatoses prurigineuses généralisées : dermatite atopique, lichen plan, eczéma généralisé, prurigo, prurit sénile, lymphome, pédiculose corporelle, pemphigoïde bulleuse, psoriasis (en cas de forme hyperkératosique), prurit d'origine métabolique (cholestase, insuffisance rénale), d'origine médicamenteuse, ou prurit psychogène,,.

## Traitement
La maladie ne peut pas guérir d’elle-même et nécessite un traitement soigneux. De plus, la gale étant très contagieuse, l'entourage doit être traité en même temps que la personne atteinte de la gale. Il faut donc fournir au médecin la liste des personnes avec lesquelles le patient a été en contact prolongé et fréquent dans les dernières semaines. Tout l'entourage entré en contact proche avec la personne atteinte de gale est traité en même temps qu'elle.
Pour la gale commune, il n'y a pas de preuve suffisante ni pour recommander un traitement oral, cutané, ou l'association des deux. Cependant, certains arguments plaident en faveur du traitement par voie orale : facilité d'emploi, prise en charge par l'assurance maladie en France et bonne tolérance. De même, certains arguments plaident en faveur d'une administration à deux reprises (quel que soit le produit ou la voie d'administration), avec un intervalle de sept à quatorze jours : d'une part du fait de la probable inefficacité des traitements sur les œufs et d'autre part du taux de succès apparemment meilleur en cas d'administration renouvelée.
Si un traitement local est envisagé, la perméthrine à 5 % est souvent préférée (Zalvor, Topiscab). Le benzoate de benzyle (Ascabiol) en émulsion à 10 % est une autre possibilité au même titre que les autres scabicides locaux (Sprégal, Topiscab ou Zalvor) et oral (Stromectol).
L’ivermectine (Stromectol), seul traitement oral, est non seulement une option thérapeutique en cas d’échec ou d’intolérance au traitement topique, mais plusieurs études comparant le benzoate de benzyle à différentes concentrations (10 %, 12,5 % et 25 %) à l'ivermectine 100 ou 200 µg/kg administrée par voie orale ,,, et à la perméthrine en crème à 5 % (Topiscab ou Zalvor) ont montré des résultats encourageants en termes d'efficacité, de disparition du prurit et de coût.
Pour la gale profuse ou la gale hyperkératosique, une prise en charge en milieu dermatologique est préconisée, avec un traitement à la fois par voie orale et par voie cutanée, le plus souvent itératif, adapté selon le résultat des examens de contrôle. Il est conseillé d’associer au traitement local scabicide un traitement kératolytique (vaseline salicylée).
C’est au prescripteur de faire le choix thérapeutique en fonction des circonstances et du lieu d’évolution de la gale (cas isolé ou épidémie, formes cliniques, domicile ou établissement de santé, état général du patient) ainsi que des précautions d’emploi de ces traitements. Cependant, on peut dire que le traitement oral trouve bien sa place dans les institutions, ou les établissements de long séjour, où les épidémies de gale sont fréquentes et difficiles à traiter en raison des difficultés à réaliser un traitement local classique chez toutes les personnes en même temps.
Les traitement tuent les parasites, qui ne sont éliminés que progressivement lors de la desquamation de la couche superficielle de la peau.
On peut accompagner le traitement et limiter les risques de recontamination par les vêtements ou la literie, en utilisant de la D-tétraméthrine, et de la phénothrine en aérosol.
Les sarcoptes meurent au bout de 72h quand ils ne peuvent pas s'alimenter sur l'homme. Leur durée de vie est raccourcie quand ils sont exposés à des hautes températures, comme un lavage en machine à 60°, ou le stockage dans un sac noir exposé au soleil, ou encore dans une voiture exposée au soleil.
D’autres médicaments peuvent aussi être prescrits si la gale entraîne des complications :
- un antibiotique en cas de surinfection bactérienne (impétigo) ;
- un antihistaminique en cas de démangeaisons importantes et persistantes.

### Efficacité et innocuité des agents scabicides
De nombreux médicaments traitent la gale, mais, en 2019, on ne sait toujours pas lequel est le plus efficace. Un examen systématique de 52 essais contrôlés randomisés chez 9917 patients a été effectué pour évaluer l'efficacité et la sécurité comparatives de 13 agents antiscabiétiques, en se basant sur 3 paramètres (guérison, démangeaisons persistantes et effets indésirables).
Il en ressort que la perméthrine (Topiscab ou Zalvor) a un taux de guérison significativement supérieur à celui du soufre, du malathion, du lindane, du crotamiton et du benzoate de benzyle (Ascabiol). Les pyréthrines synergisées ont entraîné le moins d'événements indésirables. Le traitement entraînant le moins de démangeaisons persistantes est l'ivermectine topique. Sur la base du classement par groupe, la perméthrine, l'ivermectine par voie orale et les pyréthrines synergisées présentent un équilibre entre guérison et effets indésirables. Il n'y a pas un traitement qui se soit classé le plus élevé dans tous les aspects. Les médecins doivent tenir compte non seulement des profils d'efficacité et de sécurité, mais également de la facilité d'administration du traitement.
Dans le traitement de la gale commune (non compliquée), l’efficacité de l’ivermectine est comparable à celle des traitements topiques. Mais le traitement le mieux classé en termes de guérison est l'association perméthrine cutanée + ivermectine par voie orale.
On ne dispose pas de données comparatives pour le cas des enfants ou des personnes âgées. Chez les patients atteints de la gale croûteuse, l’ivermectine n’est pas un traitement suffisant, et l’association de perméthrine par voie locale et d’ivermectine par voie orale est généralement recommandée. L’ivermectine apparaît donc comme une option thérapeutique dans le traitement de la gale en cas d’échec ou d’intolérance aux traitements topiques, ainsi qu’en association à un traitement topique dans le traitement de gale croûteuse. Son coût est toutefois plus élevé que celui des traitements topiques.
Des résistances à l’ivermectine ont été notifiées chez les animaux où cette molécule est largement utilisée à titre de traitement anti-parasitaire systémique. À ce jour, aucune résistance n’a été signalée chez l’homme. Les cas d’échecs de traitements par ivermectine semblent dus à sa faible action sur les œufs et non pas à de vraies résistances. On espère qu’une généralisation de son emploi ne conduira pas à une sélection de parasites résistants.

### Traitements alternatifs
Les traitements alternatifs sont des recours qui ne sont ni prouvés, ni recommandés. Il s'agit surtout d'huiles essentielles. Les études qui indiquent une efficacité potentielle, au moins in vitro, concernent en particulier :
- l'huile essentielle d'arbre à thé[14],
- l'huile de neem[15],[16],
- les huiles essentielles à base d'eugénol ou de citral, comme l'huile essentielle de clou de girofle ou l'huile de citronelle[17],[18],
- sur 31 huiles testées in vitro, les plus efficaces paraissent être celles du basilic tulsi et du cannelier de Ceylan[18].

Cependant, les propriétés d'une huile essentielle comme celles de l'arbre à thé, sont déjà dans le domaine public, ce qui freine la recherche par investissements commerciaux. En effet, il y a peu d'incitations à supporter les risques et les coûts d'une recherche (sécurité et efficacité règlementaire), si l'on n'a pas la propriété intellectuelle du produit final. En conséquence, l'évaluation de produits à bas coût potentiellement utiles reste négligée.

## Histoire
La première observation rapportée du sarcopte est celle de Giovanni Cosimo Bonomo dans l'ouvrage Osservazioni intorno a' pellicelli del corpo umano (« Observations sur les acariens du corps humain ») publié en 1687.
Le savoir populaire connaissait l'acare — ainsi nommait-on communément le sarcopte — et savait l'extraire, que ce soit en Chine, aux Amériques ou en Europe. Si les savants l'observent et le décrivent plusieurs fois entre les XIIe et XIXe siècles, le sarcopte humain ne fut cependant vraiment identifié qu'en 1834. Après cette date il se trouva encore des voix pour le considérer comme la conséquence et non comme la cause de la maladie : la reconnaissance unanime de l'origine parasitaire de la gale n'advint que dans la deuxième moitié du XIXe siècle.
L'histoire de la découverte du sarcopte fut notamment marquée par la polémique autour des travaux de Jean-Chrysanthe Galès, encouragé à présenter une thèse sur la gale par le baron Jean-Louis Alibert.
En 2016, dans le domaine de la biosurveillance de la faune sauvage, conduite en France avec le Réseau SAGIR, Fialdes S et al. proposent de faire de la gale sarcoptique un indicateur de santé des populations de sangliers.